# Haris Seferović
Haris Seferović (* 22. Februar 1992 in Sursee) ist ein Schweizer Fussballspieler. Der Stürmer steht bei Al-Wasl unter Vertrag und spielt für die Schweizer Nationalmannschaft.

## Karriere

### Vereine
Seferović’ Familie stammt aus Sanski Most, Bosnien und Herzegowina.
Nachdem er die Jugendmannschaften des FC Sursee und des FC Luzern durchlaufen hatte, schloss er sich 2007 der Nachwuchsabteilung des Grasshopper Club Zürich an. Im April 2009 debütierte er bei der 1:4-Niederlage bei Neuchâtel Xamax in der Axpo Super League, als er für António dos Santos in der 73. Spielminute eingewechselt wurde.
Kurz nach dem Gewinn des WM-Titels mit der Schweizer Nationalmannschaft der U-17-Junioren wurde er, zunächst zum Training, zur ersten Mannschaft des Grasshopper Club Zürich übernommen. Anfang Februar 2010 unterschrieb er einen Vertrag über viereinhalb Jahre beim italienischen AC Florenz.
Im August 2011 verpflichtete Neuchâtel Xamax Seferović für ein Jahr auf Leihbasis. Am 4. Januar 2012, einen Tag vor dem Abflug ins Trainingslager, wurde Seferović zusammen mit seinen drei Mannschaftskameraden Javier Arizmendi, Vincent Bikana und Stéphane Besle fristlos entlassen. Die Kündigung wurde mit mangelnder sportlicher Leistungsfähigkeit begründet, wobei ein Zusammenhang mit Diskussionen über ausstehende Lohnzahlungen vermutet wird. Nach seiner Entlassung bei Xamax ging Seferović zurück nach Florenz. Dort wurde er an US Lecce ausgeliehen. Am 29. Januar gab er beim 1:0-Sieg gegen Inter Mailand sein Debüt, als er in der 72. Minute für Luis Muriel eingewechselt wurde. Im Juli 2013 wechselte Seferović zu Real Sociedad San Sebastián und unterschrieb einen Vierjahresvertrag. 
Am 1. August 2014 unterschrieb Seferović einen Dreijahresvertrag beim deutschen Bundesligisten Eintracht Frankfurt. Bei seinem Debüt am 23. August 2014 (1. Spieltag) beim 1:0-Sieg im Heimspiel gegen den SC Freiburg erzielte er sein erstes Tor in der 15. Minute.
Am 30. November 2014 sorgte Seferović für Aufsehen, als er seinen 2:0-Siegtreffer gegen Borussia Dortmund der wenige Tage zuvor verstorbenen Tuğçe Albayrak widmete, indem er sein Trikot hochzog und ein T-Shirt mit der Aufschrift «Tugce = #Zivilcourage #Engel #Mut #Respekt» zeigte. Im Gegensatz zur Regelung bei vergleichbaren Fällen entschied das DFB-Sportgericht, Seferović für seine Aktion nicht zu bestrafen.
Da sein Vertrag in Frankfurt zum Ende der Saison 2016/17 auslief, wechselte Seferović zur neuen Saison ablösefrei in die portugiesische Primeira Liga zu Benfica Lissabon. Für die Saison 2022/23 wurde Seferović an Galatasaray Istanbul ausgeliehen. Der türkische Erstligist löste den Vertrag am 31. Januar 2023 auf. Seferović kam bei Galatasaray Istanbul wettbewerbsübergreifend zu 13 Spielen und erzielte zwei Tore. Für den Rückrunde der Saison 2022/23 wurde Seferović an Celta Vigo ausgeliehen.
Im Sommer 2023 unterschrieb er einen Zweijahresvertrag in Dubai bei Al-Wasl.

### Nationalmannschaft
Seferović nahm mit der U-17-Fussballnationalmannschaft im Herbst 2009 an der Weltmeisterschaft teil. Mit der Mannschaft zog er ins Endspiel gegen Nigeria am 15. November 2009 ein, in dem er durch ein Kopfballtor in der 63. Minute das entscheidende Siegtor erzielte. Mit fünf Toren lag er gleichauf mit dem Torschützenkönig der WM, aufgrund der längeren Spielzeit wurde er jedoch auf dem vierten Platz geführt. Am 8. Juni 2013 schoss er für die Schweizer Elf im Stade de Genève in Genf in der sechsten Runde der Qualifikation für die Weltmeisterschaft in Brasilien gegen Zypern in der 90. Minute das 1:0. Am 15. Juni 2014 erzielte er im ersten WM-Spiel gegen Ecuador das 2:1 in der 93. Minute.
Bei der Fussball-Europameisterschaft 2016 in Frankreich wurde er in das Aufgebot der Schweiz aufgenommen. In der ersten Partie gegen Albanien stand er in der Startelf. In der zweiten Partie gegen Rumänien wurde er im letzten Drittel ausgewechselt, nachdem er wiederholt grosse Torchancen vergeben hatte. Im letzten Gruppenspiel gegen Frankreich kam er erst als Einwechselspieler in der letzten Viertelstunde zum Einsatz. Im Achtelfinal gegen Polen stand er dann wieder in der regulären Spielzeit und in der gesamten Verlängerung auf dem Platz. Das abschliessende Elfmeterschiessen verlor die Schweiz und schied aus.
Bei der Weltmeisterschaft 2018 in Russland gehörte er zum Aufgebot der Schweiz. Er kam zu drei Einsätzen und schied mit der Mannschaft im Achtelfinal aus.
Für die Europameisterschaft 2021 wurde er ins Nati-Kader berufen.

## Erfolge
Eintracht Frankfurt
- DFB-Pokalfinalist: 2017

Benfica Lissabon
- Portugiesischer Supercupsieger: 2017, 2019
- Portugiesischer Meister: 2019
- Torschützenkönig der Primeira Liga: 2019

Nationalmannschaft
- U-17-Weltmeister: 2009

## Auszeichnungen
- Haris Seferović wurde 2019 zum Fussballer des Jahres der Schweiz gewählt.[20]

## Trivia
Seferović ist auch als «Der Mann aus Sursee» bekannt, weil der TV-Kommentator Sascha Ruefer diesen Namen des Öfteren bei den Spielen der Schweizer Nationalmannschaft verwendet.